# Leucónoe
En la mitología romana, Leucónoe es una hija de Neptuno y de Temisto. Su nombre (compuesto de leukós, ‘blanco’, y noe-, ‘mente’) significa «de mente blanca».

## Paráfrasis del poema de Horacio
La undécima oda del primer libro de las Odas de Horacio está dedicada a Leucónoe, una de las mujeres amadas por el poeta latino Horacio. En el libro primero de los carmina hace la siguiente referencia a Leucónoe:
| Tu ne quaesieris (scire nefas) quem mihi, quem tibi finem di dederint, Leuconoe, nec Babylonios temptaris números. Vt melius, quidquid erit, pati! seu pluris hiemes, seu tribuit Iuppiter ultimam, quae nunc oppositis debilitat pumicibus mare Tyrrhenum: sapias, uina liques et spatio breui spem longam reseces. Dum loquimur, fugerit inuida aetas: carpe diem, quam minimum credula postero. | No preguntes (es sacrílego saberlo) qué fin a mí, cuál a ti, los dioses han dado, Leucónoe, ni sondees los babilónicos números. ¡Cuánto mejor es soportar lo que haya de ser! Así Júpiter nos ha concedido muchos inviernos, así este sea el último que ahora desgasta contra los escollos sobresalientes las olas del Tirreno: sé sabia, filtra el vino y en un espacio breve recorta una esperanza larga. Mientras hablamos, huye con la palabra el tiempo: goza el día, nada fíes del venidero. |